# سی‌آمون
سی‌آمون (با نام کامل نِچِرخِپِررَع-سِتِپِن‌آمون سی‌آمون) ششمین فرعون دودمان بیست و یکم مصر باستان بود. او سازه‌های بسیاری در مصر سفلی ساخت و به باور مصرشناسان پس از پسوسنس یکم، قدرتمندترین فرمانروای این دودمان از دوره سوم میانی بود. پیش‌نام سی‌آمون، نچرخپررع-ستپن‌آمون، به معنای «همانند خداوند است تجسد رع، برگزیده آمون» است و نام شاهی او به معنای «پسر آمون» می‌باشد.

## یادداشت
1. ↑  Netjerkheperre-setepenamun Siamun